# Fußball-Bundesliga 1996-1997 (Austria)
L'edizione 1996-97 del campionato di calcio della Bundesliga vide la vittoria finale dell'Austria Salisburgo.
Capocannoniere del torneo fu René Wagner (Rapid Vienna), con 21 reti.

## Classifica finale
|                    | Pos. | Squadra            | Pt | G  | V  | N  | P  | GF | GS | DR  |
| ------------------ | ---- | ------------------ | -- | -- | -- | -- | -- | -- | -- | --- |
| Austria (bandiera) | 1.   | Austria Salisburgo | 69 | 36 | 19 | 12 | 5  | 54 | 25 | +29 |
|                    | 2.   | Rapid Vienna       | 66 | 36 | 18 | 12 | 6  | 69 | 36 | +33 |
|                    | 3.   | Sturm Graz         | 55 | 36 | 14 | 13 | 9  | 50 | 31 | +19 |
|                    | 4.   | Tirol Innsbruck    | 55 | 36 | 16 | 7  | 13 | 49 | 40 | +9  |
|                    | 5.   | Grazer AK          | 47 | 36 | 11 | 14 | 11 | 39 | 42 | -3  |
|                    | 6.   | Austria Vienna     | 46 | 36 | 12 | 10 | 14 | 41 | 51 | -10 |
|                    | 7.   | LASK Linz          | 44 | 36 | 9  | 17 | 10 | 38 | 47 | -9  |
|                    | 8.   | Ried               | 42 | 36 | 12 | 6  | 18 | 44 | 59 | -15 |
|                    | 9.   | Linz               | 31 | 36 | 6  | 13 | 17 | 30 | 47 | -17 |
|                    | 10.  | Admira/Wacker      | 28 | 36 | 6  | 10 | 20 | 35 | 71 | -36 |

### Verdetti
- Austria Salisburgo Campione d'Austria 1996-97.
- A fine stagione l'FC Linz è confluito nel LASK Linz.
- L'Admira Wacker doveva disputare il play-out con la seconda di 2.Bundesliga, il Vorwärts Steyr.
- A fine stagione l'Admira Wacker si fuse con il Mödling.

## Play-out
| Spareggio                      | Spareggio | Spareggio | Spareggio |
| ------------------------------ | --------- | --------- | --------- |
| Admira/Wacker – Vorwärts Steyr | 2:2       | 5:1       | 7:3       |

L'Admira Wacker rimane in 1.Bundesliga.